# Bandiera dell'Iowa
La bandiera dell'Iowa è formata da tre bande verticali, con quella centrale di larghezza doppia rispetto alle due laterali, di colore blu, bianco e rosso, retaggio di quando lo Stato faceva parte della Louisiana. Al centro della bandiera, vi è un'aquila di mare testabianca (simbolo degli Stati Uniti che regge nel becco un fiocco blu con scritto Our liberties we prize and our rights we will maintain, che tradotto significa: "Stimiamo le nostre libertà e manterremo i nostri diritti".
La bandiera fu adottata nel 1921 dopo esser stata disegnata da Dixie Cornell Gebhardt, una delle Figlie della Rivoluzione Americana, di Knoxville.